# Iwan Andonow (Schauspieler)

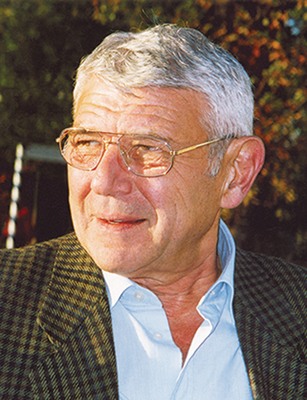
Iwan Andonow

Iwan Andonow (bulgarisch Иван Асенов Андонов; * 3. Mai 1934 in Plowdiw, Bulgarien; † 29. Dezember 2011 in Sofia) war ein bulgarischer Schauspieler, Filmregisseur und Maler.

## Leben
Andonow, geboren 1934 in Plowdiw, ließ sich bis 1956 an der Nationalen Akademie für Theater- und Filmkunst in Sofia ausbilden und war anschließend an verschiedenen Theatern in Sofia als Schauspieler tätig. Bereits 1957 kam Andonow zum Film und gab sein Leinwanddebüt im Film Godini sa ljubow (Години за любов; übersetzt: Jahre der Liebe). Er wurde in der Folge zu einem der beliebtesten Schauspieler Bulgariens und war auch in internationalen Produktionen, darunter dem deutschen Science-Fiction-Film Eolomea (1972) und dem ungarischen Film Magasiskola (übersetzt: Die Falken; 1970) von István Gaál, zu sehen. Ab 1963 war Andonow auch als Trick- und Spielfilmregisseur aktiv.

## Filmografie (Auswahl)
Als Darsteller
- 1957: Години за любов
- 1961: Die Abwehr greift ein (Нощта срещу тринадесети)
- 1962: Der goldene Zahn (Златният зъб)
- 1963: Untersuchung (Анкета)
- 1963: Fahndung bei Nacht (Инспекторът и нощта)
- 1964: Abenteuer um Mitternacht (Приключение в полунощ)
- 1967: Auf dem Gehsteig (По тротоара)
- 1967: Auf Umwegen (Отклонение)
- 1968: Leichtfertige Liebschaften (Процесът)
- 1969: Männer auf Dienstreise (Мъже в командировка)
- 1972: Eolomea
- 1972: Er, sie, es (TV)
- 1973: Erwartung (Очакване)
- 1974: Iwan Kondarew (Иван Кондарев)
- 1974: На чисто
- 1975: Zarenhochzeit in Tarnowo (Сватбите на Йоан Асен)
- 1975: Магистрала
- 1986: Поема

Als Regisseur
- 1974: Schwierige Liebe (Трудна любов) – auch Darsteller
- 1976: Elfenreigen (Самодивско хоро)
- 1978: Das Dach (Покрив)
- 1979: Kirschgarten (Черешова градина)
- 1980: Damenwahl (Дами канят)
- 1988: Gestern (Вчера)
- 1999: Дунав мост